# Монтелупо Фјорентино
Монтелупо Фјорентино (итал. Montelupo Fiorentino) је насеље у Италији у округу Фиренца, региону Тоскана.
Према процени из 2011. у насељу је живело 11177 становника. Насеље се налази на надморској висини од 39 м.

## Становништво
Према резултатима пописа становништва 2011. у општини је живело 13.653 становника.
| 1936. | 1951. | 1961. | 1971. | 1981.  | 1991.  | 2001.  | 2011.  |
| ----- | ----- | ----- | ----- | ------ | ------ | ------ | ------ |
| 7.300 | 7.754 | 8.530 | 9.483 | 10.120 | 10.064 | 11.240 | 13.653 |

## Партнерски градови
- Манисес